# دان أوكونور (لاعب كرة قاعدة)
دان أوكونور (بالإنجليزية: Dan O'Connor)‏ هو لاعب كرة قاعدة أمريكي، ولد في 11 أغسطس 1868 في جيلف في كندا، وتوفي بنفس المكان في 3 مارس 1942.

## وصلات خارجية
- دان أوكونور على موقعبيزبول رفرنس.كوم (الدوري الرئيسي) (الإنجليزية)
- دان أوكونور على موقعبيزبول رفرنس.كوم (الدوري الثانوي) (الإنجليزية)
- دان أوكونور على موقع مشجعي الرسوم البيانية (الإنجليزية)